# Jimmy Durano
Jimmy Durano (Blumenau, 18 de septiembre de 1986) es un actor pornográfico, gogó y celebridad brasileño radicado en Estados Unidos. 

## Biografía
Nacido y criado en Brasil en una familia de nativos italiano y portugués, estudió diseño industrial en su país y más tarde se trasladó a Seattle, donde completó sus estudios de diseño gráfico. Después de trabajar como un gráfico de día y gogó boy en la noche, decidió perseguir una carrera de actuación pornográfica.
Después de filmar algunas escenas para CollegeDudes247, en febrero de 2010 firmó un contrato exclusivo con Channel 1 Releasing de Chi Chi LaRue y debutó en la película de Steven Daigle XXXposed. Más tarde trabajó para otros estudios importantes como Hot House Entertainment, Falcon Studios y Raging Stallion Studios, convirtiéndose en un actor porno prolífica exclusivamente activa.
En 2013 ganó el premio al Artista del Año en los Premios Grabby, siendo nominado en la misma categoría en los años siguientes.
El 22 de octubre de 2013 se casó con Christian Owen, exactor porno que se volvió productor y director para Hot House Entertainment.

## Reconocimientos

### Ganadas
- Premios Grabby 2012 - Best Cum Scene (con Cameron Marshall y Dominic Pacifico)
- Premios Grabby 2013 - Performer of the Year (ex aequo con Trenton Ducati)
- Premios Grabby 2013 - Hottest Top
- Cybersocket Web Awards 2013 - Best Porn Star
- Premios Grabby 2018 - "Wall of Fame"[5]

### Candidato
- TLA Gay Awards 2011 - Favorite Newcomer
- Premios Grabby 2011 - Best Newcomer
- Premios Grabby 2011 - Hottest Cum Scene
- Premios Grabby 2011 - Best Duo (con Roman Heart)
- Premios Grabby 2012 - Best Three Way (con Cameron Marshall y Dominic Pacifico)
- Premios Grabby 2012 - Best Three Way (con Billy Heights y Conner Maguire)
- Premios Grabby 2012 - Best Supporting Actor
- Premios Grabby 2012 - 'Best Duo (con Dean Monroe)
- Premios Grabby 2012 - 'Hottest Cock
- Premios Grabby 2012 - Best Cum Scene (con Billy Heights y Conner Maguire)
- Premios Grabby 2013 - Hottest Cock
- Premios Grabby 2013 - Best Solo
- Premios Grabby 2013 - Manly Man
- Premios Grabby 2013 - Best Duo (con Mitch Vaughn)
- Premios Grabby 2014 - Best Actor
- Premios Grabby 2014 - Hottest Top
- Premios Grabby 2014 - Performer of the Year
- Premios Grabby 2015 - Hottest Top
- Premios Grabby 2015 - Performer of the Year
- Premios XBIZ 2015 - Gay Performer of the Year